# Peter Košinár
Peter Košinár (* 10. September 1984) ist ein slowakischer Sommerbiathlet in der Stilrichtung Crosslauf.
Peter Košinár nahm erstmals bei den Sommerbiathlon-Weltmeisterschaften 2005 in Muonio an einer internationalen Meisterschaft teil. Zunächst trat er bei den Wettbewerben der Junioren an und wurde 13. im Sprint, Elfter der Verfolgung sowie Neunter im Massenstart. Für das Staffelrennen wurde er an die Seite von Radovan Cienik, Slavomír Imrich und Davorín Škvaridlo ins Männerteam berufen, mit denen er Sechster wurde. Drei Jahre später kam Košinár bei den Sommerbiathlon-Weltmeisterschaften 2008 in der Haute-Maurienne erneut und nun ausschließlich bei den Männern zum Einsatz. Der Slowake belegte im Sprint den 18., in der Verfolgung den 19. Platz.